# Larry Doby
Larry Doby, né le 13 décembre 1923 à Camden en Caroline du Sud et mort le 18 juin 2003 à Montclair dans le New Jersey, est un joueur américain de baseball. 
En 1947, il est le premier joueur Afro-Américain à évoluer dans la Ligue américaine, et le deuxième dans la Ligue majeure de baseball, moins de trois mois après Jackie Robinson.

## Biographie

### Joueur
Natif de Caroline du Sud, Larry Doby passe son enfance au New Jersey et intègre l'université de Long Island. Il rejoint les Eagles de Newark en Negro League en 1942. Sa carrière est interrompue durant deux ans par son service militaire. Il retrouve les terrains en 1946, toujours avec les Eagles.
Doby est recruté par les Indians de Cleveland en 1947 et devient le premier joueur noir à évoluer en Ligue américaine, et le deuxième en Ligue majeure de baseball, 81 jours après Jackie Robinson. Il dispute son premier match en MLB le 5 juillet 1947 face aux White Sox de Chicago à Comiskey Park. Il entre en jeu lors de la septième manche. Lors de son premier passage au bâton, il est retiré sur trois prises. 
Avec une moyenne au bâton de ,301 et 16 coups de circuit, Larry Doby prend une part très active dans le gain du titre par les Indians en 1948. Sa moyenne au bâton s'élève à ,318 lors de la Série mondiale 1948 et il est l'auteur du circuit donnant la victoire aux Indians lors du quatrième match. En treize ans de carrière, il est sélectionné sept fois au match des étoiles (1946-1956). Doby termine huitième du vote pour le prix du joueur par excellence de la Ligue américaine en 1950, douzième en 1952, puis deuxième en 1954 derrière Yogi Berra. Il frappe 32 coups de circuit et compte 126 points produits lors de cette saison 1954 qui permet aux Indians de gagner le titre de la Ligue américaine.
Il termine sa carrière en Ligue majeure en 1955 et joue alors en Ligue de la côte du Pacifique à San Diego. En 1962, Doby rejoint le Ligue centrale du Japon en signant avec les Chunichi Dragons. Il est le troisième joueur américain à évoluer au Japon après Wally Yonamine (en) et Don Newcombe.

### Entraîneur
Après sa carrière de joueur, il travaille notamment à la vente d'assurances, puis retrouve le jeu en devenant instructeur des frappeurs des Expos de Montréal (1972-73, 1976) avant de rejoindre les Indians de Cleveland. Engagé par les White Sox de Chicago comme manager en 1978, Doby est le deuxième Afro-américain à occuper un tel poste dans une franchise de la MLB. Il travaille ensuite pour la MLB, et conseille notamment son président Gene Budig (en).

### Récompenses
Dobie est membre du National Black Sports Hall of Fame depuis 1973. Les Indians de Cleveland retirent son numéro 14 en 1994. Durant la saison 1997, marquée par les célébrations du cinquantenaire des débuts en MLB de Jackie Robinson, Sports Illustrated rappela que Larry Doby, toujours vivant à l'époque, était ignoré depuis toujours par les médias alors qu'il avait eu à subir les mêmes attaques racistes que Robinson. Doby précisa : « Je ne pouvais pas réagir physiquement. Ma réaction était de frapper la balle le plus loin possible. » En 1998, Doby est élu au Temple de la renommée du baseball.
Le prix du meilleur joueur du match des étoiles du futur (All-Star Futures Game), une compétition annuelle des meilleurs jeunes joueurs des ligues mineures, est nommé Prix Larry Doby (Larry Doby Award).